# ちゃお
『ちゃお』は、小学館発行の日本の月刊漫画雑誌。1977年9月3日創刊。

## 概要
『なかよし』（講談社発行）・『りぼん』（集英社発行）と並ぶ、三大小中学生向け少女漫画雑誌の一つと言われる。三誌の中では、本誌が最も後発である。誌名の由来は、親しい人との間で「こんにちは」「さようなら」として使われるイタリアのくだけた挨拶言葉「チャオ (ciào)」。
2002年下半期頃から2023年上半期頃までは最も発行部数の多い少女漫画雑誌であった。また、過去には100万部以上を発行していたが、2006年頃から他の少女漫画雑誌とともに相対的に部数は落ち込んでいる（歴史を参照）。

### 対象年齢の変遷
創刊当初から1980年代頃までは小中学生向け雑誌ではありつつも、上記の競合誌と比べて大人びた誌面であり、女子高校生をターゲットにしていた時期もあった。1980年代中盤はアニメ作品とのタイアップ漫画を積極的に載せ、低年齢層の取り込みを図った時期もあったが、1988年に創刊した『ぴょんぴょん』 がその路線を継いだ。しかし1992年10月の『ぴょんぴょん』との統合で同誌の人気連載を引き継ぐなど幼年漫画的な作品を再び増やし、同時に付録の強化も行った。
2006年に主に中学生前後の少女向けに『ChuChu』を独立創刊した直後にあたる、当時の日本雑誌協会のデータでは小学生（主に中学年・高学年）の女子児童が主な対象読者となっている。例えば競合誌の『りぼん』よりやや低く、定期刊行されている少女漫画雑誌全体でも同年に創刊した『ぷっちぐみ』 に次いで2番目に低いとされる。しかし別の調査では女子高校生でも『週刊少年ジャンプ』（集英社）、『りぼん』、『別冊マーガレット』（集英社）の次に読まれている漫画雑誌というデータも存在する。

## 歴史
前身は1972年、『別冊少女コミック』（ベツコミ）の増刊として発行された『別冊少女コミック増刊 ちゃお』。1977年9月3日に『ちゃお』10月号として独立創刊される。創刊号では巻頭カラー付き作品を上原きみこが担ったが、表紙イラストは河野やす子が描いた。その後創刊からしばらくの間、当時『少女コミック』で売り出し中だった河野やす子が引き続き表紙を担当していた。創刊から『ぴょんぴょん』と統合する1992年までのメディアミックス展開は、創刊初期の1978年に『若草のシャルロット』（原作：雪室俊一、漫画：時松早苗）の漫画版を本誌に掲載、本誌原作作品は『炎のアルペンローゼ ジュディ&ランディ』（赤石路代）『魔法のスターマジカルエミ』（あらいきよこ）『魔法のアイドルパステルユーミ』（あらいきよこ）がアニメ化された。また、『セーラー服通り』（つづき春）『痛快!OL通り』（野坂由紀子）がドラマ化された。部数は長らく低迷が続き、1990年代中盤までは最大50万部台 で頭打ちであり、1992年頃には10万部台以下に落ち、『なかよし』及び『りぼん』と比べてマイナー感が拭えなかった。
1992年秋には、本誌と同様に部数の低迷に陥っていた『ぴょんぴょん』と統合し、誌名は『ちゃお』を残したが、『ぴょんぴょん』の恋愛物が少なくギャグやショートストーリーの漫画が中心だった路線を取り入れ、『みい子で〜す!』→『こっちむいて!みい子』（おのえりこ）などを引き継いだ。その一方で『水色時代』（やぶうち優）や『アリスにおまかせ!』（あらいきよこ）など合併前からの人気連載を継続させ、『ワン・モア・ジャンプ』（赤石路代）など有力作家による新作を投入し、低学年にも中学生にも読みやすい誌面構成にした。また『りぼん』や『なかよし』を追撃するために付録の強化を推し進めたが、当時は『りぼん』の部数が250万部、『なかよし』が同じく200万部を超えて最盛期を迎えていた中、20万部程度しか売れていなかった 本誌がそれに食い入ることは難しかった。
そのため、アニメ化や漫画化などのメディアミックス展開は厳しい状況であったが、いがらしゆみこ や日本アニメーションとの協力で1993年には『ムカムカパラダイス』（原作：芝風美子、漫画：いがらしゆみこ）を投入することにこぎ着け、それがヒットしたことで、翌1994年には『とんでぶーりん』（原案：森真理、原作・漫画：池田多恵子）と続けてテレビアニメを投入した。当時、大流行した変身バトルヒロインブーム にあやかって『愛天使伝説ウェディングピーチ』（原作：富田祐弘、漫画：谷沢直、企画：テンユウ）にも参加した。アニメ化重視の戦略を推し進めることによって低年齢層の読者を積極的に獲得し、依然『りぼん』や『なかよし』には及ばないものの、部数は伸び始めた。
1990年代後半は沖縄アクターズスクールを題材として安室奈美恵やSPEEDブームに乗った『はじけてB.B』（今井康絵）、男児に大ヒットした『ポケットモンスター』の主人公を女の子にして漫画化した『ポケットモンスター PiPiPi★アドベンチャー』（漫画：月梨野ゆみ）などのタイアップ作品がヒット。本誌原作作品でも『エンジェルリップ』（あらいきよこ）などが人気を集めていた。その頃から部数が低下し始めた『りぼん』・『なかよし』に対して本誌の部数は伸び続け、1999年から2000年にかけて月刊少女漫画雑誌のシェアで『なかよし』を追い抜いて、『りぼん』に次ぐ2位に上昇した。だが、1990年代までの本誌は、本誌連載の漫画をテレビアニメ化した作品が当時の『りぼん』や『なかよし』と比べて大幅に少なく、読者の熱狂的な支持を得るまでには至らず、このことは本誌の読者の定着やコミックス（単行本）の売上面、そして小学館における『ちゃお』事業そのものの収支に大きく影響するため 、本誌で連載された原作漫画のアニメ化は長年の課題だった。『愛天使伝説ウェディングピーチ』でアサツー ディ・ケイ(ADK)との関係ができたことをきっかけに、1996年に『水色時代』（やぶうち優）、2001年には『Dr.リンにきいてみて!』（あらいきよこ）と、ADKとの協力で本誌原作作品がテレビアニメ化された。
2000年前半は本誌の部数が大幅に躍進した。『ミルモでポン!』（篠塚ひろむ）は2001年夏に連載が開始されて間もなかったが、小学館プロダクション（当時）の手で抜擢され『わがまま☆フェアリー ミルモでポン!』のタイトルでアニメ化され、小学校低学年を中心にヒットし本誌を代表する看板作となった。同年には本誌の発行部数が100万部を突破、遂に『りぼん』も抜いて少女漫画雑誌のトップに躍り出た。2000年代後半も『きらりん☆レボリューション』（中原杏）が2006年にアニメ化されて同様にヒットし、玩具やトレーディングカードなどの商業展開などにも成功した。2006年1月号をもって増刊時代から数えて30周年を、2007年10月号をもって独立創刊から30周年を迎えた。
しかし、2005年になると発行部数の伸びが止まり、2006年以降は部数が低下し始め、2007年度（2006年10月 - 2007年9月集計）には98万部 と100万部台を割り込んだ。その後も低下が続き、2013年度（2012年10月 - 2013年9月集計）には55万部 まで落ち込み、2016年度以降は再び50万部を割っている。
2007年5月に発表された、日本PTA全国協議会主催の2006年度「子供とメディアに関する意識調査」で、「親が子どもに読ませたくない雑誌」の第2位にランクイン。なぜ本誌がランクインされたか定かではないが、第1位の『少女コミック』（当時）と並び、小学館の少女漫画雑誌が上位2つを占める結果となった。
2017年10月号をもって独立創刊から40周年を迎え、「創刊40周年プロジェクト」と銘打った記念企画が行われている。（詳細後述）
2020年1〜3月期にかけては数ある少女向けコミック誌の中で印刷証明付き部数が1位と発表されている。
2021年8月10日に『ちゃお』の連載作品を無料で読むことができるサイト「ちゃおコミ」が開始される。『ミルモでポン!』や『極上!!めちゃモテ委員長』などの過去の作品のほか、オリジナル作品も配信。
2023年9月号(2023年8月3日発売)では同日発売の『りぼん』2023年9月号とコラボし、『ちゃお』は『シャイニング!』（まいた菜穂）、『りぼん』は『ハニーレモンソーダ』（村田真優）のイラストが描かれた表紙がつながるという、創刊から初めての試みが行われている。これは2023年8月19日・20日にパシフィコ横浜にて『りぼん』との合同イベント『ちゃお×りぼん ガールズコミックフェス』（詳細はちゃおフェスを参照）が開かれることを記念したもの。
2023年10〜12月期にかけては数ある少女向けコミック誌の中で印刷証明付き部数で『りぼん』に追い抜かれ2位となった。

## 歴代編集長
- 1977年 - 19??年 飯田吉明
- 1984年 - 19??年 武居俊樹
- 1992年 - 200?年 辻本吉昭[31]
- 200?年 - 2009年 細川祐司
- 2009年 - 2011年 丸澤滋
- 2011年 - 2016年 井上拓生[32]
- 2016年 - 2019年 筒井清一
- 2019年 - 2022年 藤谷小江子[33][34]
- 2022年 - 萩原綾乃[35][1]

## 発行部数
- 1978年6月、公称30万部[10]
- 1979年7月、公称50万部[11]
- 1980年7月、公称50万部[12]
- 1981年9月、公称50万部[13]
- 1982年12月、公称500,000部[14]
- 1984年4月、公称500,000部[15]
- 1985年3月、公称500,000部[16]
- 1986年3月、公称500,000部[17]
- 1987年3月、公称500,000部[18]
- 1988年3月、公称500,000部[19]
- 1989年2月、公称500,000部[20]
- 1990年2月、公称400,000部[36]
- 1991年2月、公称400,000部[37]
- 1991年4月 - 1992年3月、公称400,000部[38]
- 1992年、10万部以下[2]
- 1992年4月 - 1993年3月、公称400,000部[39]
- 1993年1月 - 12月、推定45万部[40]
- 1993年4月 - 1994年3月、公称500,000部[41]
- 1994年、20万部[21]
- 1994年1月 - 12月、推定45万部[42]
- 1995年1月 - 12月、推定48万部[43]
- 1995年、50万部[44]
- 1996年1月 - 12月、推定40万部[45]
- 1997年1月 - 12月、推定44万部[46]
- 1998年1月 - 12月、推定60万部[47]
- 1999年1月 - 12月、推定65万部[48]
- 2000年1月 - 12月、推定75万部[49]
- 2003年9月1日 - 2004年8月31日、1,065,000部[50]
- 2004年9月 - 2005年8月、1,033,333部[50]
- 2005年9月1日 - 2006年8月31日、1,008,500部[50]
- 2006年9月1日 - 2007年8月31日、982,834部[50]
- 2007年、98万部[25]
- 2007年10月1日 - 2008年9月30日、930,834部[50]
- 2008年10月1日 - 2009年9月30日、815,455部[50]
- 2009年10月1日 - 2010年9月30日、745,455部[50]
- 2010年、74.5万部（9月末時点）[25]、75万部（年間平均）[51]
- 2010年10月1日 - 2011年9月30日、654,584部[50]
- 2011年10月1日 - 2012年9月30日、620,000部[50]
- 2012年10月1日 - 2013年9月30日、552,500部[50]
- 2013年10月1日 - 2014年9月30日、543,334部[50]
- 2018年10月1日 - 2019年9月30日、342,500部[50]
- 2019年10月1日 - 2020年9月30日、288,333部[50]
- 2020年10月1日 - 2021年9月30日、215,000部[50]
- 2021年10月1日 - 2022年9月30日、169,583部[50]
- 2022年10月1日 - 2023年9月30日、137,813部[50]

|        | 1〜3月     | 4〜6月     | 7〜9月     | 10〜12月   |
| ------ | ---------- | ---------- | ---------- | ---------- |
| 2008年 |            | 920,000 部 | 866,667 部 | 820,000 部 |
| 2009年 | 855,000 部 | 793,334 部 | 806,667 部 | 773,334 部 |
| 2010年 | 770,000 部 | 726,667 部 | 720,000 部 | 680,000 部 |
| 2011年 | 680,000 部 | 606,667 部 | 651,667 部 | 637,500 部 |
| 2012年 | 635,000 部 | 596,667 部 | 610,000 部 | 557,500 部 |
| 2013年 | 565,000 部 | 543,334 部 | 546,667 部 | 545,000 部 |
| 2014年 | 565,000 部 | 533,334 部 | 536,667 部 | 537,500 部 |
| 2015年 | 555,000 部 | 526,667 部 | 493,334 部 | 490,000 部 |
| 2016年 | 540,000 部 | 478,333 部 | 480,000 部 | 455,000 部 |
| 2017年 | 475,000 部 | 436,667 部 | 446,667 部 | 433,750 部 |
| 2018年 | 450,000 部 | 400,000 部 | 386,667 部 | 365,000 部 |
| 2019年 | 365,000 部 | 336,667 部 | 303,333 部 | 290,000 部 |
| 2020年 | 270,000 部 | 313,333 部 | 273,333 部 | 242,500 部 |
| 2021年 | 212,500 部 | 203,333 部 | 191,667 部 | 171,250 部 |
| 2022年 | 175,000 部 | 170,000 部 | 163,333 部 | 155,000 部 |
| 2023年 | 147,500 部 | 143,333 部 | 131,667 部 | 116,250 部 |
| 2024年 | 110,000 部 | 106,667 部 | 100,000 部 | 92,500 部  |
| 2025年 | 90,000 部  | 85,000 部  |            |            |

## 連載作品
以下、2025年9月号現在連載中の作品。
| 作品名                                        | 作者（作画）   | 原作者など                      | 開始号       | 映像関連   | 備考             |
| --------------------------------------------- | -------------- | ------------------------------- | ------------ | ---------- | ---------------- |
| こっちむいて!みい子                           | おのえりこ     | －                              | 1995年01月号 | 原作引用作 |                  |
| ねこ、はじめました                            | 環方このみ     | －                              | 2015年11月号 |            |                  |
| 森ののくまちゃん                              | えびなしお     | －                              | 2018年06月号 |            |                  |
| 溺愛ロワイヤル                                | 八神千歳       | －                              | 2020年04月号 |            |                  |
| キング様のいちばん星                          | 如月ゆきの     | －                              | 2021年09月号 |            |                  |
| 星のカービィ〜ゆるっとプププ〜                | 加藤みのり     | －                              | 2023年04月号 | タイアップ |                  |
| ケモっちびより！                              | 篠塚ひろむ     | －                              | 2023年05月号 |            |                  |
| アクマでこれは恋じゃない！                    | 七野ナナ       | －                              | 2023年06月号 |            |                  |
| シャイニング！                                | まいた菜穂     | －                              | 2023年08月号 |            |                  |
| こいしか！ 〜恋はしかく？                     | 森田ゆき       | －                              | 2024年02月号 |            |                  |
| まるさんかくしかく＋                          | 東村アキコ     | －                              | 2024年02月号 |            |                  |
| おばぶたん                                    | 加藤みのり     | －                              | 2024年09月号 |            |                  |
| はろー!マイベイビーS                          | かわだ志乃     | －                              | 2024年09月号 |            |                  |
| らぶいーず＠がくえん                          | こまたしいな   | らぶいーず                      | 2024年09月号 |            |                  |
| 1・2・3で今すぐできる！カワイイのちかみち     | 雨縞しなと     | －                              | 2024年10月号 |            | シリーズ読み切り |
| ひみつのアイプリ                              | 羽山ゆあ       | タカラトミーアーツ シンソフィア | 2025年02月号 |            |                  |
| すとぷり執事に今日もキュンが止まりません！    | 伊藤ろく       | －                              | 2025年03月号 |            |                  |
| 正義くんブローバック！ 〜カゲキな日常警護録〜 | えびなしお     | －                              | 2025年07月号 |            |                  |
| メイクのお姫様 twins                          | きたむらゆうか | －                              | 2025年07月号 |            |                  |
| 兎美くんはあざとい                            | くろだまめた   | －                              | 2025年08月号 |            |                  |
| 1秒先は、恋                                   | 大木真白       | －                              | 2025年09月号 |            |                  |
| KAWAII戦士♡きゅーすと伝説                     | なかむらさとみ | －                              | 2025年09月号 |            |                  |

## タイアップ
創刊当初はあまりタイアップには熱心ではなかったが、1992年に『ぴょんぴょん』と統合し、その内容を引き継いでからは一転して積極的にタイアップを行うようになり、今ではむしろ本誌を語る上で欠かせない要素となっている。

### テレビアニメ
掲載漫画を原作としたアニメ化もあるが、アニメの漫画化やアニメ・グッズ製作を前提としての先行掲載などのタイアップ物も多く、他の少女漫画誌に比べてその比率が高い。本誌で最初にアニメと絡んだ作品も本誌の原作のアニメ化ではなく、1977年10月に放映されたタイアップ物の『若草のシャルロット』（制作：日本アニメーション）であった。本誌原作の作品が初めてテレビアニメ化されたのは1985年4月の『炎のアルペンローゼ ジュディ&ランディ』（製作：タツノコプロ）である。タイアップされるアニメ作品はその時点での読者の平均年齢と同等かそれを下回る作品が多いが、『少女革命ウテナ』・『デ・ジ・キャラットにょ』・『魔法少女隊アルス』・『電脳コイル』など、対象年齢が比較的高いアニメ作品とのタイアップを行ったこともある。本誌に掲載されたオリジナル作品を原作としたアニメ映画はまだ一作も製作されていないが、外部版権を用いて本誌で漫画化された作品の映画は「ちゃお創刊20周年記念事業」という名目で「'97夏東映アニメフェア」内で上映された『キューティーハニーF』が該当する。
1980年代
1985年4月に放映された『炎のアルペンローゼ ジュディ&ランディ』は当時連載中だった『アルペンローゼ』をテレビアニメ化したもの。ただし放送局のフジテレビは土曜日の野球中継の時間を拡大し、18:30開始にした影響で、本作も1年間の放映予定が6ヶ月に短縮という形で打ち切りとなった。
1985年7月から1986年8月にかけてスタジオぴえろ製作のぴえろ魔法少女シリーズのうちの『魔法のスターマジカルエミ』と『魔法のアイドルパステルユーミ』の漫画版 を掲載したことがあったが、『パステルユーミ』を最後に、本誌が絡むテレビアニメは一旦途絶えた。
1990年代
再びテレビアニメを積極的に展開するようになったのは、『ぴょんぴょん』統合後の1993年に日本アニメーション・毎日放送(TBS系列)と組んで製作した『ムカムカパラダイス』の漫画版 を本誌に掲載したことがきっかけだった。
『ムカムカパラダイス』の次番組である『とんでぶーりん』（1994年）の漫画版 も本誌に掲載された。これは、姉妹誌で読み切り作品主体のちゃおデラックス1993年秋号に掲載された作品の『ビビデ・バビデ・ぶーりん!!』を原作としたメディアミックス作品であり、それ故に原作を執筆した池田多恵子が自ら漫画版も担当し、連載時期もアニメ版の放送時期と一致していた。そのため、原作作品も漫画版の単行本に収録されている。
1995年は『愛天使伝説ウェディングピーチ』（原案・制作：ケイエスエス）を製作、テレビ東京系列で放送され、漫画版 の連載が行われた。
1996年は11年ぶりに本誌原作の『水色時代』（制作：スタジオコメット）がテレビ東京系列ほかでアニメ化、され、当初の放送期間は9ヶ月の予定だったが「思い出アルバム」編が追加され2ヶ月間延長された。
1997年は『キューティーハニーF』（製作：東映動画、テレビ朝日系列で放送）と『少女革命ウテナ』（J.C.STAFF製作、テレビ東京系列で放送）の2つがアニメ化、本誌に漫画版 が連載されたが、前者は原画担当の飯坂友佳子が直接漫画作品を担当したものの、アニメ・漫画版いずれも前番組 と比べて成功したとは言えない結果に終わり、後者もアニメの方は青少年男性を中心にヒットした が、漫画版は年齢層や画風が本誌の他作品と大幅に異なることも影響し本誌では人気が出ず、続編の『少女革命ウテナ アドゥレセンス黙示録』では「別冊少女コミックSpecial」で連載し、続々編は「月刊フラワーズ」にて掲載した。
1998年2月にアニメコンプレックス番組『アニメ週刊DX!みいファぷー』（製作：東映動画→東映アニメーション、テレビ朝日系列で放送）が『キューティーハニーF』の次番組として放送され、本誌原作作品からは「こっちむいて!みい子」と「ヘリタコぷーちゃん」の2作品がアニメ化された。なお、この番組のメイン作品である『ふしぎ魔法ファンファンファーマシィー』も漫画版が本誌に掲載された。
この年からNHK教育(当時、現在のNHK Eテレ)とタイアップを行うようになり、『おじゃる丸』の4コマ漫画版 が、翌1999年には『コレクター・ユイ』と『スージーちゃんとマービー』の漫画版 が連載された。それ以降も2001年に『カスミン』の漫画版、2004年に『魔法少女隊アルス』も2ページ漫画として漫画版 が連載され、2007年には別冊付録に『電脳コイル』の漫画版 が掲載された。なお、これらの作品のうち、『コレクター・ユイ』と『電脳コイル』の2作が単行本化されている。
2000年代
2000年7月に学習雑誌掲載作品の『とっとこハム太郎』がテレビ東京系列でアニメ化され、2001年から2002年まで本誌でも1ページ連載として取り上げられた。
2001年は『Dr.リンにきいてみて!』（制作：スタジオコメット）がテレビ東京系列でアニメ化された。
2002年は4月にテレビ東京が新設した土曜の朝のアニメ枠で『わがまま☆フェアリー ミルモでポン!』シリーズ（制作：スタジオ雲雀）を含む女児向けアニメ3作品 を並べてアニメ化された。当初の放送期間は3作品とも1年間の予定であったが、本作のみ視聴率が好調であったため延長を繰り返し、2005年9月まで3年6ヶ月間に亘って放送された。他にも、2002年には『ぱにょぱにょデ・ジ・キャラット』（アニマックスほかで放映）の漫画版 が連載された。
2003年は『デ・ジ・キャラットにょ』（原案：ブロッコリー、制作：マッドハウス）がテレビ大阪（テレビ東京系列）で放送され、本誌で漫画化 されたが、それまで男性向けアニメであったコンテンツを女児向けアニメに改変して鳴り物入りで始めたものの、ターゲット層の視聴率および商業成績共々不振に終わり、テレビ東京系列外ネット局の多くは放送途中で打ち切りとなった。
2005年は『ふしぎ星の☆ふたご姫』（原案：バースデイ、制作：ハルフィルムメーカー）がテレビ東京系列で放送され、本誌で漫画化 された。アニメそのものは続編の『ふしぎ星の☆ふたご姫 Gyu!』が作られるほど人気が高かったが、漫画版は原作が本誌の主要読者よりも低い世代（主に未就学児にあたる女児）向けに作られたアニメ を漫画化した関係もあってか、本誌での人気が不調に終わり、アニメが続編になる前に本誌ともタイアップが終了した。続編のタイアップは放送開始から間隔が少し開いているものの、事実上『ぷっちぐみ（2006年7月創刊）』が引き継いだ。
2006年は『きらりん☆レボリューション』シリーズ（制作：シナジーSP、途中まではG&G Entertainmentも制作参加）がアニメ化され、商業的には2020年現在においても本誌最大のヒット作となった。2008年にはアニメ版のタイトルが『きらりん☆レボリューション STAGE3』に改題され、翌2009年まで合計3年間に亘って放送された。
2007年は『はぴはぴクローバー』（制作・グループ・タック）がアニメ化されキッズステーションほかで放映された。
2009年は『極上!!めちゃモテ委員長』（制作:小学館ミュージック&デジタル エンタテイメント）がアニメ化され、1年延長し2011年3月まで放映された。
2010年代
2011年は10月から2014年2月までNHK Eテレで放送中のバラエティ番組｢大!天才てれびくん｣の番組内アニメという形で『ちび☆デビ!』（制作：シナジーSP）が放送された。
2016年は『12歳。』が『12歳。〜ちっちゃなムネのトキメキ〜』（制作：シナジーSP）というタイトルでアニメ化され、AT-Xと全国独立放送協議会に加盟するサンテレビ・TOKYO MXほかで同年4月から6月まで第1期が、同年10月から12月まで第2期が放送された。
2017年には『プリプリちぃちゃん!!』（制作：OLM TEAM SAKURAI）がMBS制作・TBS系列の『アニメサタデー630』枠内で『100%パスカル先生』（月刊コロコロコミック連載）と枠を分け合う形で放送された。
その他
同社の少年漫画雑誌『週刊少年サンデー』に連載されていた『金色のガッシュ!!』が、フジテレビで『金色のガッシュベル!!』というタイトルでアニメ化された際、牧原若菜による4コマ漫画版が2004年3月号から2005年4月号まで連載されている。本誌に連載される前にアニメ化されていた作品としては学習雑誌の人気作で、ぴょんぴょんから移籍という形で短期間連載していた「あさりちゃん」がある（1982年にテレビ朝日系でアニメ化）。
掲載作品を原作としたセル・レンタル市場向けOVA作品としては、1991年の『スローステップ』（制作：パステル）が該当し、製作に関与し、初アニメ化作品である『ナイン』からあだち充漫画のアニメ製作権を独占的に持つ東宝から単発販売された。

### ドラマ
『ぴょんぴょん』併合前の1986年に、TBS系列で放送された『セーラー服通り』とのタイアップ作品が掲載され、ドラマでも本誌や漫画版の原稿などが出てきた。しかしこれは『ちゃお』原作作品ではなく、漫画の内容もあまりシンクロしていない。
その後も実写ドラマ化された本誌発祥の作品は長らく存在しなかったが、2005年以降、テレビ東京系列および関西地方の一部の独立UHF局で放送されている朝の子供向けバラエティ番組『おはスタ』のミニドラマに、何らかの形で関わっている。以下、それをここに記す。
- 2005年 - 2006年 『ふしぎ少女探偵 キャラ&メル』（漫画版を『ちゃお』本誌に連載、作画は北村有香）
- 2006年春 - 2009年3月 『きらりん☆レボリューション』（実写ミニドラマ版が主に関連CDの発売前などに放送された）
- 2009年4月 - 2011年『極上!!めちゃモテ委員長』（実写ミニドラマ版が放送されていた）

『極上!!めちゃモテ委員長』に関しては、2010年4月から2011年4月に放送されたアニメ第2期において、1カ月に1度『MMTV』と称した実写ドラマとオシャレ情報を放送する回でもミニドラマが放送された。
2013年から翌年にかけて『ドーリィ♪カノン』が本誌の付録DVDに収録という形でドラマ化（OV扱い）された。
2017年にはタカラトミーとLDH JAPAN、ぷっちぐみと共同で「ガールズ×戦士シリーズ」の第1弾となる『アイドル×戦士 ミラクルちゅーんず!』が放送され、本格的なドラマとのタイアップは初であり、『おはスタ』でも関連コーナーが設けられた。以後は2018年度の『魔法×戦士 マジマジョピュアーズ!』、2019年4月から2020年6月まで放送された『ひみつ×戦士 ファントミラージュ!』、2020年7月から2021年6月まで放送された『ポリス×戦士 ラブパトリーナ!』、2021年7月から2022年6月まで放送された『ビッ友×戦士 キラメキパワーズ!』でもタイアップが行われていた。

### 玩具
本誌作品のアニメ化や、アニメ作品の本誌内でタイアップで、玩具メーカーやテレビ東京などのテレビ局などと積極的に連携してきたことが実り、男児向けの『月刊コロコロコミック』と同様、ホビーの要素を漫画雑誌に取り入れることに成功している。
タカラトミーとは合併前の旧トミー・旧タカラ時代から縁が深く、掲載漫画のアニメ化ではいずれかがメインスポンサーになることが多く、旧トミーは『愛天使伝説ウェディングピーチ』・『Dr.リンにきいてみて!』・『わがまま☆フェアリー ミルモでポン!』、旧タカラは『水色時代』のメインスポンサーだった。両社の合併後も変わらず、2006年から2009年まで『きらりん☆レボリューション』 に参入した。その後2011年4月号から2012年3月号までタカラトミー・シンソフィア共同開発のアーケードゲーム「プリティーリズム」とのタイアップ作品が連載されたが、小学館が製作委員会に参加していたアニメ化作品『プリティーリズム・オーロラドリーム』のテレビ放送開始に先行する形での連載開始だったため「アーケードゲームの漫画化」というより「テレビアニメの漫画化」という色合いが強かった。2014年からは後継作品『プリパラ』、2018年の『キラッとプリ☆チャン』タイアップ漫画を展開している。
コナミとも関係が深く、こちらは連載作品がテレビゲーム化されることが多く、『わがまま☆フェアリー ミルモでポン!』や『きらりん☆レボリューション』のゲームソフト全てを発売しており、『極上!めちゃモテ委員長』ではゲームソフトのみならず、カードゲームにも参入した。
対してバンダイは1990年代に競合誌の『なかよし』・『りぼん』原作漫画のアニメのスポンサーに就くことが多く、本誌関連のアニメ作品では『とんでぶーりん』、『キューティーハニーF』、『アニメ週刊DX!みいファぷー』のスポンサーとなったが、『ぶーりん』以外は商業的に不振であった。その一方で大ヒットした携帯ペットゲーム機「たまごっち」のタイアップを手がけた（後述）。2001年から2002年にかけてプリモプエルというぬいぐるみのタイアップ作を連載、こちらもまた不振に終わった。その後2004年に「たまごっち」が再発売され、成功したのをきっかけに再び関係を深めるようになった。2005年には「ちゃおスタイル」（別途後述）を立ち上げ、これと同時期にフコウモリとのタイアップも行われた。2009年から2011年にかけて『極上!!めちゃモテ委員長』のスポンサーに就いた。2013年から2016年までは『アイカツ!』、2016年からはそれの後継作品『アイカツスターズ!』のタイアップ漫画を展開している。
任天堂とは、『ポケットモンスター』（ポケモン）の漫画で関わり合うようになった。『ポケモン』漫画終了後は、『どうぶつの森』シリーズとのタイアップ作品の「おいでよ どうぶつの森 〜しあわせ通信〜」（2006年10月号 - 2007年12月号）→「街へいこうよ どうぶつの森 〜たんぽぽ村だより〜」（2009年1月号 - 2010年3月号）を掲載した。なお、「どうぶつの森」シリーズとのタイアップ作品に関しては、いずれも森江真子が手掛けている。「ポケットモンスター」についての詳細は後述。
セガトイズ（セガホールディングスの子会社）とは、『ぷっちぐみ』で発祥した『リルぷりっ』のタイアップ漫画が、キャラクターデザインを担当した陣名まいの執筆で2010年5月号から2011年3月号まで掲載されていた。同社とサンリオで共同開発したキャラクター「ジュエルペット」も2009年のテレビアニメ化を経て本誌でも2010年にタイアップ作が連載されたが、こちらは同年2月号から9月号までと短命に終わった。その他に2002年に「ココロボ」（ロボット型玩具）のタイアップ作を連載したがわずか半年で終了した。

#### ポケットモンスター
玩具の中でも、任天堂のゲームソフト「ポケットモンスター」（ポケモン）と本誌は深い関係にあった。1997年7月号から連載が始まった『ポケットモンスター PiPiPi★アドベンチャー』は、折からのポケモンブームに乗ってヒット、本誌の奇跡の大躍進に大きく貢献した。その後ポケモンとのタイアップ漫画は、2006年9月号まで連載された『ポケットモンスター チャモチャモ☆ぷりてぃ♪』まで続いた。

#### たまごっち
バンダイが発売している『たまごっち』も本誌と深いかかわりがある。1996年版では漫画「ゆでたてたまごっち」（漫画担当は「りっち」こと河井りつ子）を展開していたが、1999年6月号で終了した。ちょうど1996年版のブーム終焉が取りざたされていたころの出来事だった。
その後2004年版では『あっちこっち たまごっちタウン』シリーズ（「あっちこっち たまごっちタウン」→「あっちこっち たまごっちタウン はいぱー」）が2005年4月号から2009年3月号まで、本誌に連載された。その後2010年3月号から2011年12月号まで「あっちこっち たまごっち!カーニバル」というタイトルで再び本誌でタイアップ漫画が連載された。なお、これらの作品は、いずれもかがり淳子が手掛けている。
さらにかがりが降板後のタイアップ漫画はあさだみほによる『みんなでハッピー☆たまごっち!』が2012年3月号から2014年7月号まで連載され、その後加藤みのりによる『ドレみふぁ♪たまごっちーず』が2014年8月号から2016年3月号まで連載され同作を最後に本誌とのタイアップを終了している（以降も原作となる玩具の展開は続いている）。
なお、1996年版たまごっちに関しては競合誌の『なかよし』や『たのしい幼稚園』などの講談社の子供向け雑誌でもタイアップ作品が掲載されていたが、2004年版以降はタイアップ先が小学館のみに絞り込まれ、本誌と『(小学館の)幼稚園』、『小学館の学年別学習雑誌』など小学館の子供向け雑誌のみの掲載となった。

#### 追記
『ポケットモンスター』と『ジュエルペット』に関しては、タイアップ漫画の終了後も、（2010年10月号現在）情報ページが本誌に掲載（連載）されている。また、「ポケットモンスター」については、後述の「ちゃおスタイル」とのコラボレーション商品が発売されたことがある。

### ドラマCD
テレビアニメやOVA化こそされなかったが、市販のドラマCD化された作品として『ビューティー・ポップ』（皆川純子主演）がある。また、イメージCDのプログラムのひとつとしてドラマCD化された作品には『ちゃーみんぐ』（久川綾主演）や『I LOVE YOU』（白鳥由里主演）などがある。

### 「ちゃお」ブランド
近年は、掲載作品単独のみならず、本誌名をブランドとして展開、玩具・文具・アクセサリー・ゲームソフトなどのグッズをタカラトミー・バンダイ・エポック社といった複数の玩具メーカーと共同で展開している。ただし、アニメ化され、放送している作品ではスポンサーの兼ね合いから、キャラクターがグッズから省かれることがある。実例としては、旧トミーがスポンサーをしていた『Dr.リンにきいてみて!』、『わがまま☆フェアリー ミルモでポン!』のキャラクターは、旧タカラやバンダイから発売された「ちゃお」ブランドの玩具商品には使用されなかった。また、『きらりん☆レボリューション』もタカラトミーが関わっていたため、バンダイ及びエポック社から発売されている商品には使用されていなかった。さらに『極上!!めちゃモテ委員長』に関しては、バンダイから発売されている商品のみに使用されているが、アニメ化以前はタカラトミーやエポック社からもキャラクターを使用した玩具が発売されていた。
2009年から2011年にかけてセガ（後のセガ・インタラクティブ）から「ちゃお」ブランドとしては初のアーケードゲームである『ちゃおまんがステーション』が稼動していた。
なお、「ちゃお」ブランドのゲームソフトは以下の2本が発売中である。カッコ内は左から機種/発売元/発売日/ジャンル/税別価格の順。
ちゃおまんがスクール（ニンテンドーDS/日本コロムビア/2006年11月9日発売/シミュレーションゲーム/4800円）
本誌連載の同名の新人賞を題材にしたゲーム。
ちゃおドリームタッチ! ハッピーあにばーさりー（ニンテンドーDS/マーベラス/2006年12月7日発売/アドベンチャーゲーム/4800円）
創刊30周年を記念して作られた。当時およびその1〜2年ほど前の人気連載作9作品から、動物・妖精などの人間ではないキャラクターが登場する。
また、「ちゃお」ブランドのアーケードゲームは以下の1本が稼動していた。カッコ内は左から発売元/稼動開始日・稼働終了日/ジャンル/プレイ料金の順。
ちゃおまんがステーション（セガ/2009年9月15日稼動開始・2011年3月31日稼働終了/漫画家アシスタント体験シミュレーションゲーム/1ゲーム100円）
ゲーム中に登場する漫画作品は連載中及び連載終了の原稿を使用していた。

### ファッション
ファッションに関しては、2002年から2005年にかけて、子供向けアパレルメーカーの代表的な企業であるナルミヤ・インターナショナルと連携、同社の代表格的なブランドである「mezzo piano junior」（メゾピアノ ジュニア） を取り上げた『シンデレラコレクション』（今井康絵）というタイアップ作品を連載した。
2015年から2016年にかけては同社の「mezzo piano」（メゾピアノ） と、同業で当時はリトルアンデルセンのブランドであった「EARTHMAGIC」（アースマジック）、ジェニィのブランドである「SISTER JENNI」（シスタージェニィ）、RONI WORLDのブランドであった「RONI」（ロニィ） と共にタイアップし、ローティーン向けファッションをテーマにした漫画『探偵ミーミのおしゃれ事件簿』(ふじたはずみ)を連載した。
なお、『シンデレラコレクション』の終了後に本誌側が「ちゃおスタイル」(後述)を立ちあげ、価格帯はやや異なるがナルミヤ・インターナショナルと競合していた時期もあった。

### ちゃおスタイル→ちゃおガールセレクト
2005年12月に「ちゃおスタイル」というトータルコーディネートブランドを立ち上げた。商品のラインナップは文房具や小物だけでなく、アパレルや携帯電話もあり、広範にわたっていた。
2006年8月25日からは本州・四国内のマイカル（2011年にイオンリテールに吸収合併）運営のサティ（現在のイオン）14店舗および、京都市の北大路ビブレ（2022年6月にイオンモール北大路に改称）に小規模な販売コーナーが設置された。さらに2006年9月以降もサティの新規出店店舗に大規模な販売コーナーが順次設置され、従来の店舗も改装に合わせてコーナーを大規模化した店舗もあったが、一方でアパレル製品を取り扱わなかった店舗もあった。
さらに2007年7月には原宿、2008年3月には心斎橋、2008年8月には名古屋市栄に単独の店舗を開設した。一方でマイカルでの販売は段階的に縮小、北大路ビブレの販売コーナーが先に廃止され、さらに2008年度までにサティ全店で展開終了となった。なお北海道内にはこの当時はサティはなく、イオン九州運営の九州内のサティでは取り扱わず、沖縄県にはもともとサティは存在しなかった。
近くに店舗のない地域でも、公式サイトから通販で購入できた。さらに本誌2009年4月号では綴じ込みで通信販売カタログが付いた。
アパレル製品に関しては、新潮社のローティーン向けファッション雑誌『ニコラ』2009年9月号で紹介された。この号では小学館の少女漫画雑誌とのコラボレーションが行われており、ほかに『sho-comi』とのコラボレーション漫画も別冊付録で付いていた。小学館と該当誌の版元の新潮社は一部競合関係にあり、小学館も2009年から2010年にかけて『ニコラ』・『ニコ☆プチ』の競合誌『DiaDaisy』を発刊していたため、このようなコラボレーションは異例であった。なお2011年2月に心斎橋店が閉店した。
2011年7月1日に、これまでの「ちゃおスタイル」のほか、ヘアーアクセサリーの「カールシーガール」と、後述のDVDと連携したグッズブランド「ちゃおちゃおTV!」を加えた上で「ちゃおガールセレクト」としてリニューアルした。これに伴い、原宿と栄のちゃおスタイルショップは同年7月23日にちゃおガールセレクトショップにリニューアルされ、さらに2011年7月23日に梅田の阪急三番街に店舗を開店した。2013年11月24日に栄店を閉店し、2013年12月20日に千葉市幕張のイオンモール幕張新都心に開店した。
しかし、2014年9月23日には原宿本店を閉店し、「ちゃおガールセレクト」の展開終了にともない2015年5月24日に梅田店と幕張店を閉店、バンダイグループの通販サイト「プレミアムバンダイ」での販売も終了した。

### ハロー!プロジェクト
ハロー!プロジェクト公認のショート漫画を計3作品、2001年7月号から2006年1月号にかけて連載していた。対象年齢を考慮し、幼年層向けのグループが題材になっている。
- ミニモニ。やるのだぴょん! （2001年7月号 - 2004年6月号、作者：もりちかこ）
- I LOVE W（2004年8月号 - 2005年7月号、作者：北村有香）
- ふしぎ少女探偵 キャラ&メル（2005年8月号 - 2006年1月号、作者：北村有香）

さらに、ハロー!プロジェクトの中心グループであるモーニング娘。の一員で、『きらりん☆レボリューション』シリーズで、主人公・月島きらりの声をあてた久住小春をとりあげたセミドキュメンタリーコミックが、本誌2009年7月号に掲載された。

### おはスタ
テレビ東京系列および関西地方の一部の独立UHF局で1997年から放送され、小学館がメインスポンサーを務めている朝の子供向けバラエティ番組『おはスタ』では、2000年から本誌ともタイアップが組まれている。
最初の作品は『Dr.リンにきいてみて!』が題材にしていた風水を取り上げた企画であった。さらに2003年から2005年頃にかけて本誌の執筆陣が出演する企画が存在した。放映日は基本的に毎月最終金曜日だった。
本誌でも『おはスタ』の情報を取り扱うページが毎月1ページ設けられていたほか、番組マスコットの「おはガール」を取り上げた漫画として『未来♥Pureボイス』（五十嵐かおる）と『すてきに!ドリームステージ』（清水真澄）が連載されていた。
本誌の漫画作品からは2005年に『ふしぎ少女探偵 キャラ&メル』、2006年から2009年まで『きらりん☆レボリューション』、2009年から2011年まで『極上!!めちゃモテ委員長』が短編のミニドラマとして実写化され、『おはスタ』内で放送された。

### ニコ☆プチ
新潮社の情報雑誌『ニコ☆プチ』と連携した企画を行った事がある。該当項目を参照。なお、先述の通り、小学館と新潮社は競合関係にある。逆にちゃお作家である葵みちるが『ニコ☆プチ』でイラストを手がけていたこともある。

### その他
1997年から1999年にかけて、沖縄アクターズスクールを題材とした作品シリーズ「B.Bシリーズ」（今井康絵）が、2000年には、北海道で活動していたローカルタレントコンビ「雪ん子」を題材にした前後編作品「雪ん子!!」（五十嵐かおる）が掲載されたことがあり、同時期に「電波少年シリーズ」を題材にした作品「恋はオン・エア!」（篠塚ひろむ）が短期集中連載されたことがある。そして2009年2月号から2016年6月号にかけて、ジャニーズ事務所とのタイアップ作品「わいわいっ☆Hey! Say! JUMP」（能登山けいこ）が連載されている。
2009年1月には、「まんがみたいな恋したいっ!」（八神千歳）が小説化されている。こちらは別途後述。

## ちゃおまんがスクール
本誌でまんが家デビューを目指す人のための作品投稿コーナー。
入賞者には担当者がついたり賞金などがもらえるほか、「ちゃお銀賞」以上を獲得するとデビューが決定する。また、上半期・下半期それぞれの半年間の中で「ナイス賞」「ちゃお銅賞」を獲得した作品の中から一番優秀な作品が「ベスト賞」に選ばれ、デビューすることができる。
なお、本誌でのデビューは、小学館新人コミック大賞の少女・女性部門からも可能である。
急激な成長や、少女漫画誌発行部数トップということもあってか、このところ、小中学生向け少女漫画雑誌でのデビューを目指す投稿者が、投稿先を『なかよし』・『りぼん』から本誌へ変更する例が続出している。その一例として、最初『なかよし』でデビューしたが辞め、『ちゃお』で再デビューを果たしたまいた菜穂が挙げられる。
ただそのせいか、他誌に一度投稿したものを『ちゃおまんがスクール』に使い回しする二重投稿がしばしば見られるようになり問題化。2007年1月号以降、柱に「二重投稿は厳禁です」という趣旨の警告文が書かれている。
また2007年1月号では、「著作権」について採り上げている。

## 読者ページ
ファンコーナー
連載漫画のラストページの次ページは上半分がコミックの宣伝広告、下半分が「○○先生ファンコーナー」と呼ばれるお便り・イラストコーナーとなっており、漫画によって色々なコーナーがあるが、共通して読者からの質問にキャラが答えるコーナーがある（連載開始・終了時はキャラからの挨拶）。ただし、『こっちむいて!みい子』などごく一部の作品に関しては、広告、お便り・イラストコーナーが上下逆で、文字も手書きとなっており、読者の質問にキャラが答える形式はとっていない。また、2010年2月号以降に連載が開始された全3話の短期集中作品にはファンコーナーの設定を行っていない。
お便りコーナー
『ちゃお』本誌の最後の方に設定されている読者参加の応募企画記事である。1回全5ページ構成。
必ず西暦年号に合わせて作品名やキャラクター・イラスト執筆者が交替している。応募しているものについては、連載作の吹き出しや後述の服装考案などがある。漫画家インタビューも用意されており、月1人ずつ設定されている（募集内容は漫画家への意見などである）。
どの年も企画名称は作品名に合わせたものが多い。吹き出しについては、本誌の2号前に掲載された連載作の一場面が題となる。その年に見合った企画構成にされるため、11・12月号では固定企画である悩み相談と漫画家インタビュー以外応募できなくなる（吹き出しに至ってはほとんど変化がないにもかかわらずである）。主役キャラは少年少女各1人と決まっている。作中では仕事人(?)になっており、職業の種類も毎年変わる。
服装は基本的に1・2月号はデフォルトで、3〜12月号はそれぞれ応募の優秀作から決まる。なお必ず応募者案通りに描かれない場合があり、事例としてはある年でピアスが抜き取られていた。
性格は基本的に少年が真面目で、少女は天然であることが多い。主人公のどちらかがもう片方の主人公を好きになるストーリーもあったが、最近はドタバタなラストが多い。次作の予告は、12月号の最後の部分で主人公2人の姿のみ出る。作品名については、『ちゃおちゃお』の後に職業などにちなんだ言葉が入る。
従来は掲載位置が本誌の巻末だったが、2013年度からは綴じ込み別冊化（綴じ込み別冊には、みんなでハッピー☆たまごっち、イヌイさんッ！、わいわいっHey!Say!JUMPが同時に掲載されている）し、更に2015年1月号からは「ちゃおちゃお編集部」に内容をリニューアルし、イラスト化された漫画家と新人編集者が中心になったため、主役キャラは一旦廃止された。
作品名称とイラスト執筆者は2008年からのものとなるが、2007年以前にも存在している（正確な企画開始時期は不明）。
- 2008年：トラベル（小坂まりこ）
- 2009年：アーケード（くまき絵里）
- 2010年：動物園（なぎり京）
- 2011年：刑事（柏ぽち）
- 2012年：宇宙ステーション（えびなしお）
- 2013年：学園ラブコメ（笹木一二三）
- 2014年：新聞社（環方このみ）
- 2015年：ちゃおちゃお編集部なう！（森田ゆき）
- 2016年：ちゃお向上委員会（星乃みき）

占いコーナー
お便りコーナーと同じく西暦年号に合わせてタイトルとキャラクターとイラスト執筆者が交替している。主役キャラはお便りコーナーとは違い基本1人である。またマスコットキャラクター（主に小動物）がいることも多い。十二星座占いが基本だが、年によっては違う種類の時もある。また、年によっては4コマ漫画が付いている。1回全3ページ構成。

## ちゃおちゃおTV!
オリジナルアニメやオリジナルドラマ他関連情報を収録した本誌付録DVD。
ナビゲーター
- イケメン熱血先生
- ちゃおガール

主な収録作品
- ちび☆デビ!（テレビアニメから収録）
- 姫ギャル♥パラダイス
- オレ様キングダム
- ショコラの魔法
- シークレットガールズ（実写ドラマ）
- 好きです鈴木くん!!（Sho-Comi原作作品）
- いじめ
- ナゾトキ姫は名探偵♥
- それって、くちぱっち。（短編）
- ドーリィ♪カノン（実写ドラマ）
- にじいろ☆プリズムガール
- おじぱん おじさんなパンダ（短編）
- 12歳。（テレビアニメから収録）
- プリプリちぃちゃん!!（テレビアニメから収録）

主なコーナー
- ちゃおまんがスクール
- ちゃおガールセレクトTV
- 最新コミック見ちゃお！

## ちゃおチャンネル
主にちゃおのCMメインのYouTubeチャンネルで、ちゃおガールが紹介する動画が多い。付録の実演をしたり、「新学期！私立ちゃお学園」という企画で色々なことにチャレンジしている。
他にも漫画家への直撃電話や、『ちゃお』とタイアップした映画やゲームなどの宣伝だったり、ちゃおちゃおTV!からアニメや実写ドラマの一部内容を配信したり、連載作品から第1話のボイスコミック化や『人間回収車』のアニメ、『ちゃお』本誌のコーナーに登場した芸能人も出演するなどした。
また、オリジナルコンテンツとして恋愛ドラマバラエティー動画『突然ヒロイン～少女まんがみたいな恋、しよっ！～』が始動し、台本なしの少女まんがみたいなドラマをアドリブで演じるという内容で、エピソード1から4までがそれぞれ4話構成で配信された。MCは3時のヒロイン、キャストはエピソードごとに違い、主題歌は「ヒロイン願望 暴走中」（歌：まいきち、作詞・作曲：前山田健一、編曲：板垣祐介）。

## ちゃおプラス（旧ちゃおコミ）
ちゃおプラスとは2021年8月10日に公開されたちゃお公式ウェブコミック配信サイト。ちゃお公式ホームページ内にて無料公開中。旧名称はちゃおコミ。
過去にちゃお本誌、ちゃおデラックスで連載された過去の作品やその続編、ちゃおオリジナルノベライズ、ちゅちゅで連載された作品、ちゃおコミオリジナル連載、読み切りが無料公開されている。本項目はちゃおコミ内で連載されているオリジナル作品のみを掲載する。特筆しない限りは毎週連載である。なお、ちゃおコミックスの略称ではない。ちゃおランドが2023年12月のリニューアルに伴い、ちゃおコミが統合されちゃおプラスが誕生し、編集長には元ちゃお編集長の藤谷小江子が就任した。2024年4月にちゃおプラス会員サービスを始め、既に公開終了となった作品を読むため等のちゃおプラスポイント というポイントを使うと72時間限定で読むことができる。 (ただし一部掲載作品、小学館デジタルコミックサービス共通のコインという有料課金要素あり。)

### 連載作品
| 作品名                                                  | 作者（作画）   | 原作者など                                                  | 開始号         | 連載形態       | 備考                                         |
| ------------------------------------------------------- | -------------- | ----------------------------------------------------------- | -------------- | -------------- | -------------------------------------------- |
| 少女漫画のヒーローになりたいのに ヒロイン扱いされる俺。 | 八神千歳       | －                                                          | 2021年10月15日 | 週2            |                                              |
| オーロラの空にあしたが 消えてしまう前に                 | ナッツ         | 真佐木ケイ                                                  | 2023年4月27日  | 木曜日         |                                              |
| からまわりディスタンス                                  | 時田鈴         |                                                             | 2022年12月15日 |                |                                              |
| エルピーと推しの生活                                    | えるたま       |                                                             | 2023年5月3日   |                |                                              |
| 太陽はひとりぼっち                                      | 小川こはる     | 鈴木るりか                                                  | 2022年1月10日  | 月刊           | 「さよなら、田中さん｣ の続編                 |
| しあわせうさぎ                                          | 中川いさみ     |                                                             | 2023年1月1日   | 日曜日         |                                              |
| 神様と偽装カップルはじめました                          | 小森チヒロ     |                                                             | 2021年12月29日 | 月刊           |                                              |
| もふもふ執事 しば丸さん!                                | くろだまめた   |                                                             | 2022年1月1日   | 不定期         |                                              |
| ジュリエットは2度死なない                               | 春瀬いづき     |                                                             | 2023年10月17日 |                |                                              |
| ギャルまんが家がママになりました                        | 和央あきら     |                                                             | 2023年1月7日   |                | 子育てエッセイ風漫画                         |
| 華麗なる探偵アリス&ペンギン                             | 詩瀬はるな     | 南房秀久（原作） あるや （キャラクターデザイン）            | 2021年8月10日  |                |                                              |
| 今日からパパは神様です 番外編                           | 寺本実月       |                                                             | 2021年10月13日 | 不定期         |                                              |
| プリティーオールフレンズ                                | 辻永ひつじ     |                                                             | 2021年8月10日  | 不定期         | プリティーシリーズ                           |
| はじまりの入道雲 〜まんが家物語〜                       | ときわ藍       |                                                             | 2021年8月10日  | 不定期         | 自伝的エッセイ                               |
| ぷくぷく天然かいらんばん おかわり                       | 竜山さゆり     |                                                             | 2022年2月28日  |                |                                              |
| 4年1組                                                  | 福永まこ       |                                                             | 2021年8月11日  | 不定期         |                                              |
| 極上!!めちゃイケプリンセス シーズン2                    | にしむらともこ |                                                             | 2023年8月15日  | 火曜日         |                                              |
| JS研究所                                                | くろだまめた   |                                                             | 2023年1月24日  | 不定期         |                                              |
| そらいろメモリアル                                      | やぶうち優     |                                                             | 2023年8月11日  | 隔週日曜日     | 第12話から連載 ちゃおデラックス との同時連載 |
| チャームエンジェル−星天使編−                            | もりちかこ     |                                                             | 2022年8月10日  | 月曜日         |                                              |
| ちゃお不思議クラブ                                      | 坂元勲         |                                                             | 2022年8月3日   |                | SF雑誌ムー監修漫画                           |
| ドラゴン様、食べちゃダメ♡                               | 花星みくり     |                                                             | 2022年1月6日   | 不定期         |                                              |
| 泣き虫鬼さん 拾いました                                 | 中嶋ゆか       |                                                             | 2023年5月1日   |                |                                              |
| 姫さまですよねっ!?                                      | くろだまめた   | ソウマチ                                                    | 2022年5月30日  | 不定期         |                                              |
| 恋するふたごくん                                        | 南まいと       |                                                             | 2023年10月24日 |                |                                              |
| 見えないように                                          | 星乃みき       |                                                             | 2023年8月19日  |                |                                              |
| 魔法少女ミーミ☆マジカルドリーム                         | 真山リコ       |                                                             | 2022年7月5日   |                |                                              |
| リアル鬼ごっこセブンルールズ                            | 名束くだん     | 江坂純（原作） 山田悠介（原案・監修） さくしゃ2（イラスト） | 2023年8月17日  |                |                                              |
| 愛するあなたは推しで王子様 ~異世界恋愛記~               | 辻永ひつじ     |                                                             | 2022年9月9日   | 不定期         |                                              |
| ふしぎな猫のまち メルティア                             | 佐倉おりこ     |                                                             | 2023年12月17日 | 第1・第3日曜日 |                                              |
| 上杉くんは女の子をやめたい                              | やぶうち優     |                                                             | 2024年5月4日   | 第1・第3土曜日 |                                              |

## 増刊・派生誌
定期刊行の増刊として、隔月刊で『ちゃおデラックス』が発行されている。
- 本誌からの派生誌
  - ChuChu
  - ぴょんぴょん

## ちゃおコミックス
『ちゃお』に掲載された作品を主に収録する漫画単行本レーベルのことを、「ちゃおコミックス」と名付けている。2004年に「フラワーコミックス」から独立する形で発足した。新刊は毎月2日頃発売だったが、2021年7月から『Sho-Comi』『Cheese!』『ベツコミ』のフラワーコミックスと同じ26日頃発売に変更された。
『ちゃお』や『ちゃおDX』に掲載された作品を主として収録しているが、『ぴょんぴょん』の併合によって『ちゃお』に移籍連載された作品は「てんとう虫コミックス」に収録されている。この他『ちゃお』増刊時代の『ChuChu』掲載作品も収録されている。また例外として、主に『小学五年生』で発表された『ないしょのつぼみ』（やぶうち優） および読売KODOMO新聞（読売新聞東京本社）に連載されている『いろはにほへと新聞部』（春日あかね） の単行本も本レーベルからの発行となっている。
2012年9月からは独立創刊以後の『ChuChu』に掲載かつ、過去に「ちゅちゅコミックス」で発売され、現在『ちゃお』に所属している作家（やぶうち優・八神千歳など）の単行本も、重版発行の際にちゃおコミックスとして、表紙や記事の一部を改稿した新装版が発売されている。
元々はフラワーコミックスのサブレーベルとして「ちゃおフラワーコミックス」の名称で刊行されていたが、2004年にフラワーコミックスから独立、さらに同じ年にホラー作品のみを扱う「ちゃおホラーコミックス」も立ち上げている。背表紙のワンポイントは、ちゃおコミックスはピンク地に、「CIAO」が中に書かれているハートと「COMICS」の文字があしらわれ、ちゃおホラーコミックスは黒地にお化けの絵が描かれている。
ちゃおフラワーコミックス時代は『少女コミック』（現在は『Sho-Comi』と名乗っている）や『別冊少女コミック』（現在の『ベツコミ』）のフラワーコミックスと同じ26日頃発売で、背表紙のワンポイントの地も、他のフラワーコミックスと同じ赤色だった。2001年からワンポイントの地をピンクに変え、他のフラワーコミックスとの差別化を図ったものの、結局フラワーコミックスから分離、という形を取った。書店や通販では、フラワーコミックス扱いで、販売されているケースが多い。
なかよしKCや少年サンデーコミックスの人気作品において積極的に発売されている、コミックスに付録を付けて値段を上げた豪華版（プレミアム版・特装版・限定版）の発売に関しては、2011年度までは『ボクのプラチナレディー』（八神千歳）1巻 のみと消極的な姿勢であったが、2012年度以降からは人気作でDVDなどの付録が付いた限定版が積極的にリリースされ、『ちびデビ!』（篠塚ひろむ）7巻から9巻、『オレ様キングダム』（八神千歳）7巻から9巻・10巻・12巻、『ドーリィ♪カノン』（やぶうち優）4巻及び5巻、『にじいろ☆プリズムガール』（中原杏）7巻 で発売されている。
2006年11月に新刊として発売されたもの以降からは、小学館新人コミック大賞の募集要項が掲載されている。

## ちゃおノベルズ
2008年8月に立ち上げられた本誌発の小説レーベルのこと。その第1弾は、女の友情をテーマにしたオリジナル作品「ウチらのキズナ」だった。この作品は、2007年から2008年にかけて、散発的に掲載された散文シリーズ「ココロ・あみーご」をベースにしたもの。栖川マキが手掛けた。
上記作品以外のラインナップは次の通り（2009年3月3日現在）。
- きみとのさんぽ道（栖川マキ・著、飼い犬とのふれあいをテーマにしたオリジナル作品）
- 小説・まんがみたいな恋したいっ!（栖川マキ・著、八神千歳による同名漫画の小説版。本誌の漫画作品が小説化されるのは大変珍しい）
- よつばのハート（小出真朱・著、第1弾と同じテーマのオリジナル作品）

## 公式ファンクラブ
本誌には公式ファンクラブが存在していた。毎年4月号に付録のひとつとしてメンバーズカードが封入されており、それには会員番号なる数字が書かれていた。そしてその数字の組み合わせによって、プレゼントがもらえる、という特典があった。
また、下記の「ちゃお&ChuChuサマーフェスティバル」や、「次世代ワールドホビーフェア○○ Winter」（○○には年号が入る）にメンバーズカードを持参すると、来場記念品がもらえたことがある。
さらに、公式サイトの中に、ファンクラブ会員専用のコーナーが設けられていた。
公式ファンクラブの名称は、年によって変わっていた。その変遷は以下の通り（いずれも4月号 - 翌年3月号）。
- 2005年：ちゃお☆プチセレブクラブ
- 2006年：ちゃおクラブ2006
- 2007年：ちゃおプレミアム
- 2008年：ちゃおクラブ
- 2009年：ちゃおスタークラブ

2009年度の「ちゃおスタークラブ」を最後に、この公式ファンクラブは廃止されたが2016年2月号にメンバーズカードが封入することが決定した。

## ちゃおフェス
毎年夏休み期間中の7月下旬から8月下旬に、『ちゃお』編集部が読者の女の子を対象に本イベントを開催している。具体的には連載作家のサイン会（事前抽選制）、ステージイベント、オリジナルグッズやサイン入りコミックスの販売などが催される。『Sho-Comi(旧：少女コミック)』編集部と共同開催し、さらに2010年以降は『ぷっちぐみ』編集部も加わっている。2006年から2009年までは『ChuChu』編集部と共同開催（この間は『Sho-Comi』関連の出展はなし）し、「ちゃお&ChuChuサマーフェスティバル」と名乗っていた。
このイベントは『ちゃお』・『ぷっちぐみ』・旧『ChuChu』掲載作品に関してはあくまで中学生以下の女の子を対象とした漫画雑誌のイベントのため、無料のアトラクションやイベントに関しては高校生以上の女性と全ての男性は参加できないようになっており（ただし『Sho-Comi』関連は高校生以上の女性も参加できる。）、イベントによっては幼児の女の子も参加できないことがある。ステージイベントに関しても子供以外は保護者のみ入場ができる場合が多い（外から観覧するのは可）。また、下敷きやうちわ、玩具のサンプル品など無料で配布されるグッズも『ちゃお』『ぷっちぐみ』関連のものは基本的には中学生以下の女の子にしか配られない。
なお、イベント全体に参加制限があるわけではなく、女の子の保護者などの関係がない成人でも入場はでき、『ちゃお』『ぷっちぐみ』関連の有料商品（オリジナルグッズやサイン入りコミックスなど）の購入もできる。
2013年からちゃおサマフェスをコンパクトにし、全国のショッピングモールを巡回する『ちゃおツアー』として毎年秋に開催している。
2020・21年は中止し、代わりにYouTubeちゃおチャンネルにて「ちゃおフェスLIVEオンライン」を開催していたが、2022年に3年ぶりとなるリアルイベントを開催。2023年は競合少女漫画誌『りぼん』との合同フェス「ガールズコミックフェス」として例年「ちゃおサマフェス」の会場となっていたパシフィコ横浜で4年ぶりに開催。
この他にも毎年1 - 2月に開催されていた「次世代ワールドホビーフェア(年号) Winter」（毎年東京（千葉）、大阪、名古屋、隔年ごとに札幌と福岡との交互開催）でも『ちゃお』ブースを出展し、関連のイベントを開催していた。一方で毎年7月頃に開催される「-Summer」（例年は幕張メッセで開催）では本イベントとの兼ね合いから『ちゃお』に関する出展はなく、タカラトミー・バンダイなどの玩具メーカーが『ガールズアーケード』と称した女の子向けのブースを出展している程度である。

## 創刊40周年プロジェクト
2017年に創刊40周年を迎えるにあたり、創刊40周年記念プロジェクトを展開している。
- モンデリーズ・ジャパン「リカルデントKIDS」 - コラボガムの発売（2017年に同じく創刊40周年を迎えるコロコロコミックと共同）[59]
- スターウォーズ - 読者モデルオーディションとのコラボ
- スイーツパラダイス - コラボカフェの設置とキャラクターグッズの発売

## バーチャルYouTuber
依ノ宮アリサ（よのみや アリサ）は、2019年12月19日よりYouTubeちゃお公式チャンネルでデビューした朗読系バーチャルYouTuber。キャラクターデザインはあるや、イラストは上倉エクが担当。